# Бойл (Міссісіпі)
Бойл (англ. Boyle) — місто (англ. town) в США, в окрузі Болівар штату Міссісіпі. Населення — 532 особи (2020).

## Географія
Бойл розташований за координатами 33°42′21″ пн. ш. 90°43′19″ зх. д. / 33.70583° пн. ш. 90.72194° зх. д. (33.705875, -90.721974).  За даними Бюро перепису населення США в 2010 році місто мало площу 3,82 км², з яких 3,64 км² — суходіл та 0,19 км² — водойми.

## Демографія
Згідно з переписом 2010 року, у місті мешкало 650 осіб у 249 домогосподарствах у складі 165 родин. Густота населення становила 170 осіб/км².  Було 273 помешкання (71/км²).
Расовий склад населення:
| - 48,3 % — білих - 47,8 % — чорних або афроамериканців - 0,6 % — корінних американців - 2,0 % — осіб інших рас |

До двох чи більше рас належало 1,2 %. Частка іспаномовних становила 3,1 % від усіх жителів.
За віковим діапазоном населення розподілялося таким чином: 25,8 % — особи молодші 18 років, 62,5 % — особи у віці 18—64 років, 11,7 % — особи у віці 65 років та старші. Медіана віку мешканця становила 35,1 року. На 100 осіб жіночої статі у місті припадало 90,6 чоловіків;  на 100 жінок у віці від 18 років та старших — 94,4 чоловіків також старших 18 років.
Середній дохід на одне домашнє господарство  становив 50 816 доларів США (медіана — 36 250), а середній дохід на одну сім'ю — 48 139 доларів (медіана — 32 303). За межею бідності перебувало 41,5 % осіб, у тому числі 56,3 % дітей у віці до 18 років та 20,6 % осіб у віці 65 років та старших.
Цивільне працевлаштоване населення становило 364 особи. Основні галузі зайнятості: освіта, охорона здоров'я та соціальна допомога — 37,9 %, мистецтво, розваги та відпочинок — 15,4 %, роздрібна торгівля — 14,6 %.